# Josef Hlavnička (ředitel)
Josef Hlavnička (30. ledna 1897 Lomnice nad Popelkou – 24. května 1943 Zdounky) byl český textilák, manažer a ředitel Baťových závodů. Pozoruhodný život prožil muž pocházející z východních Čech, jenž našel svou zálibu v moravském folklóru, filatelii a příkladném zemědělství. Vypracoval se z řadového zaměstnance na jednoho z baťovských ředitelů. Zahynul při automobilové havárii.

## Mládí
Josef Hlavnička prožil první roky života v Lomnici nad Popelkou, kde vychodil obecnou a měšťanskou školu i tříletou odbornou textilní školu. Před příchodem do Zlína nalezl zaměstnání u firem Sochor v Náchodě (podmistr, mistr, zástupce nadmistra), poté v Ústí nad Orlicí u Hernycha a spol. (úředník) a nakonec u Svobody v Lomnici nad Popelkou (disponent). Poprvé do Zlína zamířil během své vojenské služby ve Vídni v roce 1916, kdy navštívil sestru zaměstnanou ve firmě Baťa. Sestra si práci ve firmě pochvalovala, proto se Josef Hlavnička pokusil po konci války získat ve firmě zaměstnání. Nastoupil již v prosinci 1918 jako saldokontista, později se staral o skladové účetnictví a působil v nákupním oddělení.

## Zaměstnancem u firmy Baťa
V podniku si Hlavnička našel nevěstu Marii Baťovou, nevlastní sestru Tomáše Bati a oženil se s ní 16. února 1924. Vřelý vztah měl především s Janem Antonínem Baťou, vlastním bratrem manželky Marie. Pro neshody s Tomášem Baťou podal společně s Janem Baťou počátkem roku 1928 výpověď, ale již v srpnu 1928 byl do firmy znovu přijat. Počátkem 30. let Tomáš Baťa rozjížděl textilní výrobu, a proto poslal Hlavničku na dva roky do Anglie na zkušenou. V Anglii se naučil jazyk i obchodování na burze. Pod Hlavničkovým vedením začala od května 1931 výstavba továrních budov na Baťově, kde se osvědčil a získal postavení ve vedoucích kruzích firmy. V roce 1939, po odchodu J. A. Bati do zahraničí, stanul s D. Čiperou a H. Vavrečkou v nejužším vedení firmy, které mělo na starosti všechny baťovské podniky v bývalém Československu. Ve své nové funkci musel kličkovat mezi požadavky okupační moci a zájmy firmy a jejích 53 000 zaměstnanců na území Protektorátu. 

## Osobní život
Hlavnička měl dvě velké záliby, a to filatelii a zemědělství. Do závodních novin psal v letech 1932–1941 články k nejrůznějším zemědělským tématům. Sám se pustil do hospodaření, když koupil statek se zámkem ve Zdislavicích. Snažil se zde vybudovat vzorné hospodaření jako příklad pro další zemědělce v kraji s ušlechtilými druhy hovězího a vepřového dobytka, radil se s odborníky na zemědělství a veterinářství. Ze Zlína do Zdislavic jezdil často, neboť zde nacházel únik před denními pracovními starostmi. Když se autem 24. května 1943 vracel ze statku do Zlína, poblíž osady Olšina na železničním přejezdu zahynul. Spolu s Hlavničkou srážku s vlakem nepřežil i zemědělský ekonom, bývalý ministr zemědělství profesor dr. Eduard Reich.
Hlavnička byl mezi lidmi velmi oblíbený. Obraceli se na něj s nejrůznějšími žádostmi, prosbami a doporučeními častěji[zdroj?] než na jiné baťovské funkcionáře. Jeho oblibu v kolektivu spolupracovníků nejlépe dokumentuje velký pohřební průvod 29. května 1943, kdy byl pohřben na Lesním hřbitově ve Zlíně.